# US Open 2014 – čtyřhra vozíčkářů
Obhájcem titulu soutěže čtyřhry vozíčkářů na newoyorském grandslamu US Open 2014 byl francouzsko-nizozemský pár Michael Jeremiasz a Maikel Scheffers, jehož členové nestartovali společně. Jeremiasz nastoupil do turnaje po boku Nicolase Peifera, s nímž v semifinále nestačili na Schefferse s Reidem.
Soutěž vyhrála nejvýše nasazená francouzsko-japonská dvojice Stéphane Houdet a Šingo Kunieda, která ve finále zdolala britsko-nizozemský pár Gordon Reid a Maikel Scheffers po těsném třísetovém průběhu 6–2, 2–6 a 7–6.
Pro 43letého Houdeta se jednalo o třetí deblovou trofej z Flushing Meadows, když turnaj opanoval již v letech 2009 a 2011, a celkově dvanáctý grandslamový triumf z této soutěže. 30letý Kunieda získal svůj druhý deblový titul na US Open s celkově šestnáctý grandslam ve čtyřhře. V sezóně 2014 již společně vyhráli Australian Open. Do žebříčku okruhu NEC Tour si každý z vítězů připsal 800 bodů.

## Nasazení párů
1. Stéphane Houdet /  Šingo Kunieda (vítězové)
2. Gordon Reid /  Maikel Scheffers (finále)

## Pavouk
| Legenda                                                       |                                                                        |                                                   |
| - Q – kvalifikant - WC – divoká karta - LL – šťastný poražený | - Alt – náhradník - SE – zvláštní výjimka - PR/SR – žebříčková ochrana | - w/o – bez boje - r – skreč - d – diskvalifikace |

|  | Semifinále | Semifinále                       | Semifinále                   | Semifinále | Semifinále |                               |                                  | Finále | Finále | Finále | Finále | Finále |
|  |            |                                  |                              |            |            |                               |                                  |        |        |        |        |        |
|  | 1          | Stéphane Houdet Šingo Kunieda    | 6                            | 6          |            |                               |                                  |        |        |        |        |        |
|  |            | Gustavo Fernández Joachim Gérard | 1                            | 2          |            |                               |                                  |        |        |        |        |        |
|  |            | Gustavo Fernández Joachim Gérard | 1                            | 2          | 1          | Stéphane Houdet Šingo Kunieda | 6                                | 2      | 7      |        |        |        |
|  |            |                                  |                              |            |            | Stéphane Houdet Šingo Kunieda | 6                                | 2      | 7      |        |        |        |
|  |            | 2                                | Gordon Reid Maikel Scheffers | 2          | 6          | 64                            |                                  |        |        |        |        |        |
|  |            | 2                                | Gordon Reid Maikel Scheffers | 2          | 6          | 64                            | Michaël Jeremiasz Nicolas Peifer | 4      | 6      | 4      |        |        |
|  |            |                                  |                              |            |            |                               | Michaël Jeremiasz Nicolas Peifer | 4      | 6      | 4      |        |        |
|  | 2          | Gordon Reid Maikel Scheffers     | 6                            | 3          | 6          |                               |                                  |        |        |        |        |        |